# 马力欧高尔夫公开赛
《马力欧高尔夫公开赛》是任天堂开发，并于1991年在红白机发行的高尔夫电子游戏。游戏后续登陆Wii、任天堂3DS和Wii U的Virtual Console以及任天堂Switch Online。
在日本杂志《红白机杂志》的读者投票中，游戏获得21.97/30分。